# Järnvägsolyckan i Ufa 1989

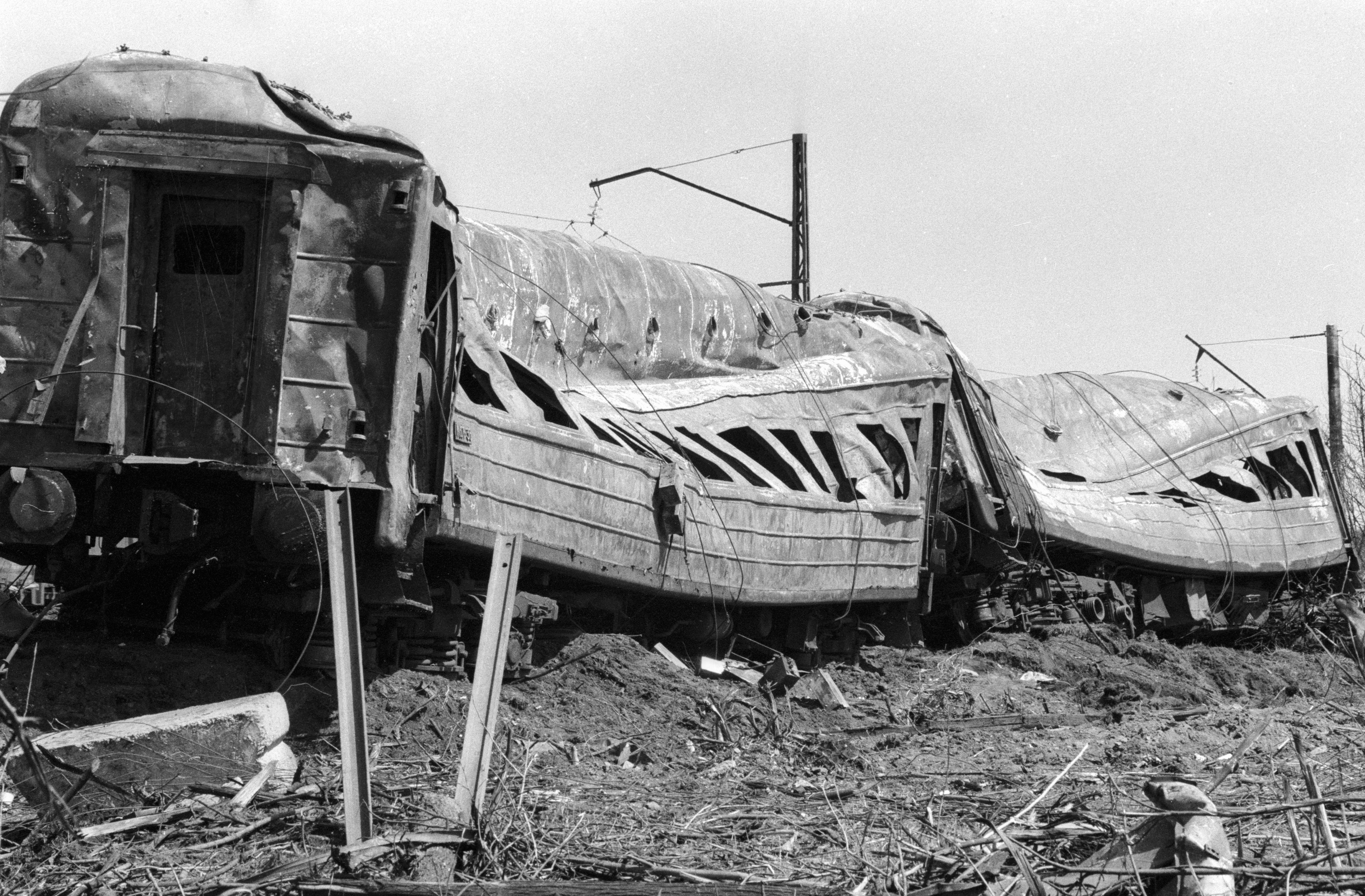
1989

Järnvägsolyckan i Ufa, den 4 juni 1989, var egentligen en gasolycka.
En gas-pipeline i närheten av städerna Ufa och Asha i Ryssland hade sprungit läck och fyllt en dalgång med gas. Två mötande passagerartåg passerade platsen samtidigt och normal gnistbildning tros ha antänt gasen, som utblandad med luft var högexplosiv. Olyckan inträffade cirka en kilometer från den läckande gasledningen och 12 km från Asha där många fönster krossades av explosionen. Någon har beräknat att den motsvarade explosionen från tio kiloton TNT, vilket är vad man får ut av ett mindre kärnvapen. Minst 575 människor omkom.